# Блюменталь, Михаэль
Вернер Михаэль Блюменталь (нем. Werner Michael Blumenthal; род. 3 января 1926, Ораниенбург, Германия) — профессор, директор Еврейского музея в Берлине, министр финансов США.

## Биография
В 1939 году семья вынуждена была бежать в Шанхай, где в период японской оккупации Китая была заключена в Шанхайское гетто. В конце 1940-х годов Блюментали переехали в США. Здесь началась стремительная карьера Михаэля Блюменталя, который в разные годы занимал руководящие посты в американской промышленности и политике.
В 1977—1979 годах он был министром финансов США, в 1980-е годы возглавлял компьютерный концерн «Unisys Corporation», был на дипломатической работе. Начиная с 1990-х годов серьёзно занимается изучением немецко-еврейской истории.
За создание берлинского Еврейского музея награждён «Федеральным крестом „За заслуги“». По приглашению администрации Берлина в 1997 году возглавил берлинский Еврейский музей.
Основные хобби — чтение, теннис, катание на лыжах.